# Indische keuken
De Indische keuken is een samensmelting van de Indonesische en Chinees-Indonesische keuken met de Europese keuken, die begon ten tijde van Nederlands-Indië. Hij is vergelijkbaar met de Kristang en Euraziatische keuken uit Maleisië en Singapore. In tegenstelling tot wat velen denken, is de Indische keuken niet hetzelfde als de Indonesische keuken.
De keuken ontstond doordat lokale gerechten naar Europese smaak werden gemaakt en Europese gerechten met lokale ingrediënten.
De gerechten werden gecreëerd en gegeten door Indische Nederlanders. Het koken ervan werd meestal verzorgd door een Indische kokkie.
Ook de manier waarop gerechten worden geserveerd kan Indisch genoemd worden. Zo is de rijsttafel Indisch en niet Indonesisch en werd nasi goreng onder Indische invloed een hoofdgerecht in plaats van een gerecht van restjes dat 's ochtends werd gegeten.
Los van elkaar kunnen de Indische en Indonesische keuken niet worden gezien.
Niet alleen bevat de Indische keuken invloeden van de Indonesische keuken, de Indonesische keuken bevat ook Europese invloeden zoals het door Portugezen en mestiezen ingevoerde gebruik en teelt van Spaanse peper. Ook zijn sommige Indische gerechten op den duur onderdeel geworden van de Indonesische keuken. Enkele voorbeelden daarvan zijn spekkoek (Lapis legit of Spikoek), zwartzuur (Bebek Suwar-suwir), pastei (Pastel tutup) en pasteitjes (Panada). Nieuwe gerechten, zoals babi ketjap en nasi rames, ontstonden toen Indische Nederlanders na aankomst in Nederland na de Indonesische Onafhankelijkheidsoorlog met de toen nog weinige verkrijgbare Aziatische producten Nederlandse gerechten op smaak brachten. Zo werd in Indonesië nasi rames verkrijgbaar onder de naam Nasi Campur.

## Indische restaurants
In de traditionele Indische restaurants (niet te verwarren met de Indonesische en Indiase restaurants) worden maaltijden uit de Indische keuken geserveerd. Doordat er vrijwel geen Indische koks meer zijn, wordt deze keuken steeds meer verdrongen door de Indonesische keuken. Ook zijn veel Indische restaurants opgeheven. Zo is in Den Haag het uit 1949 stammende Restaurant Garoeda in 2020 gesloten en in 2022 heropend als Restaurant Garuda by Ron Gastrobar Indonesia met een Indonesische keuken. Een ander in Den Haag opgeheven Indisch restaurant is Tampat Senang, dat uit 1919 stamde en in 2016 sloot.

## Toko's
In toko's worden vaak nog Indische gerechten aangeboden, maar dikwijls worden ook Oosterse, meestal Indonesische en ook Surinaamse gerechten gepresenteerd.

## Nederlandse krijgsmacht
In de kantines van de Nederlandse krijgsmacht wordt op woensdag de Blauwe hap geserveerd, eten dat afkomstig is uit de Indische keuken.

## Lijst van Indische gerechten
- Aardappelpuree met kerrie
- Aardappelpuree met rundertong
- Alursla
- Atjar biet
- Atjar ketimoen (frisse, mild pikante zoet zure komkommersalade)
- Atjar tjampoer (gemengde salade)
- Ajam kiesmies
- Ajam kodok
- Ajam masak mosterd
- Ajam pedis (pikant gekruide kip in kokossaus)
- Ajam smoor (gesmoorde kip)
- Babi ketjap (gestoofd varkensvlees in sojasaus)
- Bebaris tiga (gehaktballetjes in pindasaus)
- Bebotok kool (sterk gekruid rundergehakt met kool)
- Biefstuk lidah
- Biefstuk met mosterdsaus
- Bika Ambon-ijs (roomijs met Bika Ambonsmaak)
- Bistik
- Erwtensoep met rijst en sambal
- Fricassée babi
- Frikadel pan (gehaktschotel)
- GadoGado
- Gekruide taart
- Gestoomd gehakt
- Gestoomde boterhamworst
- Gevulde paprika op z'n Indisch
- Goelee-boerenkool
- Gurame Asam Manis
- Hachee van tempé
- Hete bliksem van oebi
- Indische basoh (gevulde tahoe, aardappel, komkommer en kool)
- Indische hachee
- Indische hutspot
- Indische kruidkoek
- Ikan nikook
- Indische ragout
- Indische saucijsjes
- Indische slasaus
- Indische varkenskarbonade
- Kakap Kamleng
- Karmanatje portugees
- Kentang Blado (pittige, aardappelfrietjes)
- Kepitingcroquetten met macaroni (krabcroquetten)
- Kerrie soep
- Kimblo
- Klapperkoek (kokoskoek)
- Klappertaart (kokostaart)
- Koningskroon (Indische taart van lagen cake, afgewisseld door lagen jam, rum, banketbakkersroom)
- Macaronischotel
- Mesere
- Nasi goreng cornedbeef
- Nasi rames (bordgerecht)
- Oedang wotiap (garnaal)
- Pasteisoep
- Pastel tutup
- Perkedel (frikadel)
- Podomoro boerenkool
- Risolles (flensjes gevuld met ragout)
- Roedjak van rode bessen
- Rozen Stroop Selasih
- Rundertong in bruine ragoutsaus
- Sambal baloujak (milde gebakken sambal op basis van honing)
- Sausijs bakar
- Sambal goreng boontjes (sperzieboontjes in pikante kokossaus)
- Sambal goreng -spruitjes, -bruine bonen
- Sambal goreng telor (gekookte eitjes in saus)
- Sajoer lodeh (groenten in kokossaus)
- Seroendeng (geroosterde kokos met pinda's)
- Skoteng cina
- Sla van slablaatjes
- Sop ajam (Indische kippensoep)
- Sop anggur (Indische wijnsoep)
- Sop brunebon (Indische bruine bonensoep)
- Sop katjang polong (Indische erwtensoep)
- Spekkoek (cake in kruidige laagjes)
- Spekkoekijs (laagjes roomijs met spekkoekkruiden en eventueel rum-rozijnen- of pandanextract)
- Spekkoekvla (vla met spekkoekkruiden en eventueel rum-rozijnen- of pandanextract)
- Toemis -boerenkool, -broccoli, -andijvie (verse groente in olie gekookt en afgeblust met bouillon)
- Tong in wijn en lombok
- Zwartzuur